# 羅特科格爾山
47°08′00″N 11°10′0″E / 47.13333°N 11.16667°E

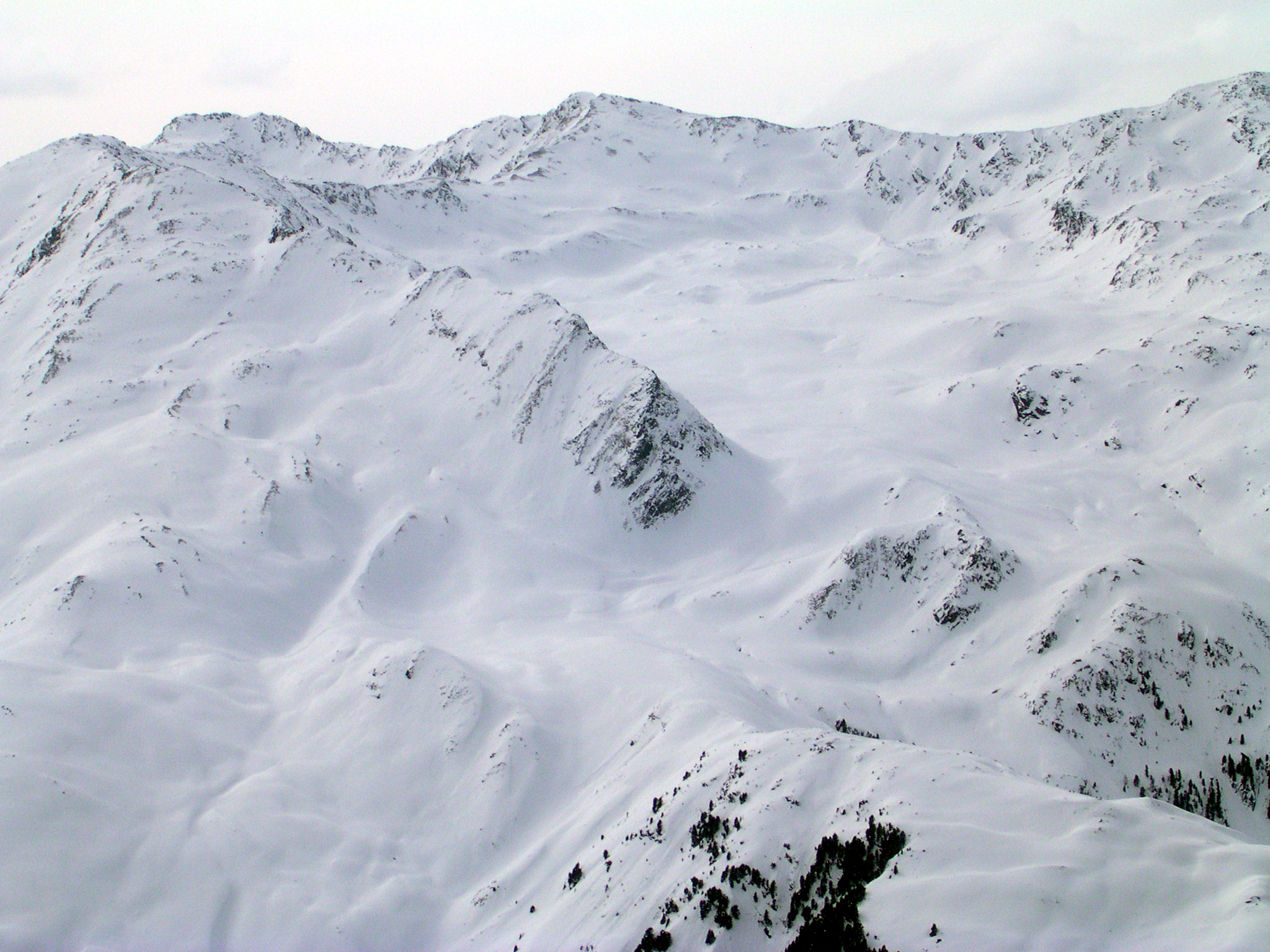

羅特科格爾山（德語：Roter Kogel），是奥地利的山峰，位於該國西部，由蒂羅爾州負責管轄，屬於斯圖拜阿爾卑斯山脈的一部分，海拔高度2,832米，每年平均降雨量1,666毫米。